# Jamie Davies

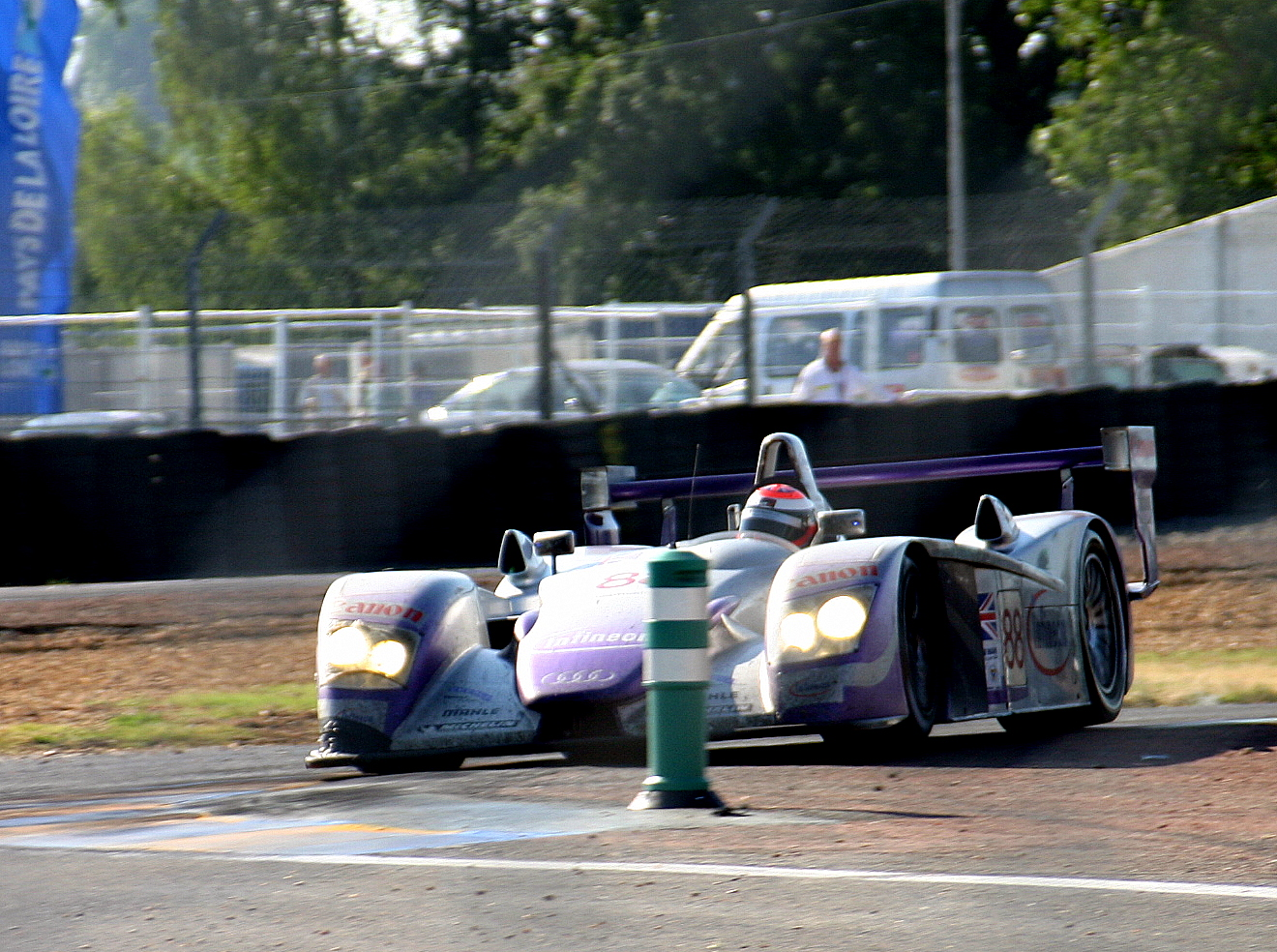
24-Stunden-Rennen von Le Mans 2004: Jamie Davies im Audi R8

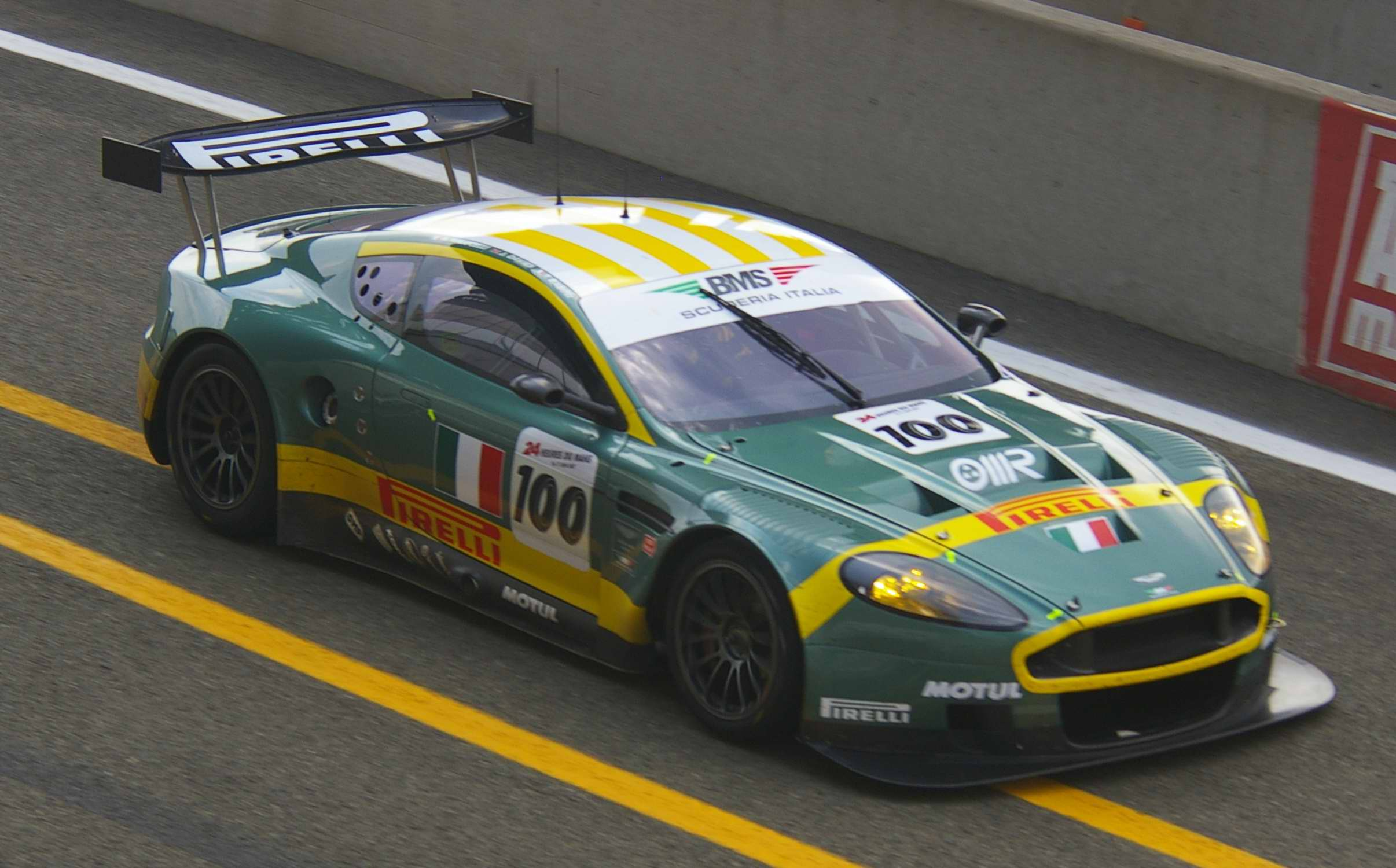
Der Aston Martin DBR9 von Matteo Malucelli, Jamie Davies und Fabio Babini beim 24-Stunden-Rennen von Le Mans 2007

Jamie Davies (* 16. Februar 1974 in Yeovil) ist ein ehemaliger britischer Automobilrennfahrer.

## Karriere
Jamie Davies begann 1988 im Alter von 14 Jahren mit dem Motorsport. Wie so viele seiner Generation fuhr er schon als Teenager Kartrennen. Nach Erfolgen in Nachwuchsserien gewann er 1991 die britische 100-Super-Meisterschaft. 1992 stieg er in die Formel-Vauxhall-Junior-Meisterschaft, eine britische Monoposto-Nachwuchsformel, ein. Schon im ersten Jahr konnte er zwei Rennsiege feiern. 1994 wurde er Zweiter in der Meisterschaft und erhielt für seine fahrerischen Leistungen den Young Driver of the Year Award sowie den McLaren Autosport BRDC Award.
Es folgte der logische Aufstieg in die Formel 3, wo er von 1995 bis 1996 in der britischen Formel-3-Meisterschaft fuhr. Mit dem Einstieg in die Formel 3000 hoffte Davies ein Sprungbrett für sein großes Ziel, die Formel 1, gefunden zu haben. In vier Jahren in dieser Rennserie konnte er jedoch nur ein Rennen gewinnen und ein Formel-1-Engagement blieb unerreicht. Davies musste sich daher um ein neues Betätigungsfeld umsehen und fand es im Sportwagensport.
1998 gab er als Werksfahrer von Panoz sein Debüt bei den großen Sportwagenrennen. Beim 24-Stunden-Rennen von Daytona fiel er aus, bei den 12 Stunden von Sebring wurde er Vierter und beim 24-Stunden-Rennen von Le Mans Siebter in der Gesamtwertung. In Le Mans verfehlte er 2004 den Gesamtsieg nur knapp. Nach 24 Stunden Fahrzeit musste sich das Trio Davies/Herbert/Smith nur um eine Minute dem siegreichen Audi R8, in dem unter anderem Tom Kristensen saß, geschlagen geben. Davies fuhr dabei die schnellste Rennrunde. Zudem waren Davies und Herbert auch in der neugegründeten Le Mans Endurance Series aktiv. In der vier Rennen umfassenden Meisterschaft beendete das Duo zwei der Rennen als Gesamtsieger und gewannen so die Team- und Fahrmeisterschaft.
Nach einem Engagement beim Vitaphone Racing Team fährt er seit 2008 in der FIA-GT-Meisterschaft einen Ferrari 430 GT der Ecurie Ecosse.

## Statistik

### Le-Mans-Ergebnisse
| Jahr | Team                      | Fahrzeug                  | Teamkollege    | Teamkollege      | Platzierung            | Ausfallgrund |
| ---- | ------------------------- | ------------------------- | -------------- | ---------------- | ---------------------- | ------------ |
| 1998 | Panoz Motorsports Inc.    | Panoz Esperante GTR-1     | David Brabham  | Andy Wallace     | Rang 7                 |              |
| 2001 | Panoz Motorsports Inc.    | Panoz LMP07               | Klaus Graf     | Gary Formato     | Ausfall                | Motorschaden |
| 2003 | Veloqx Prodrive Racing    | Ferrari 550 GTS Maranello | Tomáš Enge     | Peter Kox        | Rang 9 und Klassensieg |              |
| 2004 | Audi Sport UK Team Veloqx | Audi R8                   | Johnny Herbert | Guy Smith        | Rang 2                 |              |
| 2007 | Aston Martin Racing BMS   | Aston Martin DBR9         | Fabio Babini   | Matteo Malucelli | Rang 11                |              |

### Sebring-Ergebnisse
| Jahr | Team                      | Fahrzeug              | Teamkollege    | Teamkollege   | Platzierung | Ausfallgrund     |
| ---- | ------------------------- | --------------------- | -------------- | ------------- | ----------- | ---------------- |
| 1998 | Panoz Motorsport          | Panoz Esperante GTR-1 | Doc Bundy      | Éric Bernard  | Rang 4      |                  |
| 2003 | Veloqx Prodrive Racing    | Ferrari 550 Maranello | Tomáš Enge     | Peter Kox     | Ausfall     | Kupplungsschaden |
| 2004 | Audi Sport UK Team Veloqx | Audi R8               | Johnny Herbert | Guy Smith     | Rang 3      |                  |
| 2006 | Konrad Motorsports        | Saleen S7-R           | Fabio Babini   | Paolo Ruberti | Ausfall     | Getriebeschaden  |